# Hokus-pokus
Hokus-pokus – wyraz używany jako zabawne zaklęcia, oznaczającego zamianę czegoś w coś innego, mamienie innych osób lub niewytłumaczalne zjawisko. Jego etymologia jest różnorodnie wyjaśniana. Według słownika etymologicznego Friedricha Klugego słowo to jest bluźnierczym przekształceniem formuły mszalnej Hoc est corpus meum – już sam Kluge uważał jednak to wyjaśnienie za mało prawdopodobne. Objaśnienie takie kwestionuje Eugeniusz Słuszkiewicz, według którego jest to formułka pseudołacińska. Od członu hocus pochodzi angielski wyraz hoax („mistyfikacja”).